# Wesley Ervin Higgins
Wesley Ervin Higgins (n. 1949) es un botánico, notable taxónomo y explorador estadounidense que ha trabajado con la flora de América Central.
Realizó su doctorado defendiendo la tesis doctoral en la Universidad de Florida.

## Algunas publicaciones
- wesley ervin Higgins. 2000. Intergeneric and Intrageneric Phylogenetic Relationships of Encyclia (Orchidaceae) Based Upon Holomorphology. Editor Univ. of Florida, 592 pp.

- ------------------------------. 1997-1998. A reconsideration of the genus Prosthechea (Orchidaceae). Phytologia 82: 370–383

- La abreviatura «W.E.Higgins» se emplea para indicar a Wesley Ervin Higgins como autoridad en la descripción y clasificación científica de los vegetales.[2]

Posee (a mayo de 2009 215 identificaciones y clasificaciones de nuevas especies, todas de la familia de las orquidáceas.